# Türmchen (Gehrden)

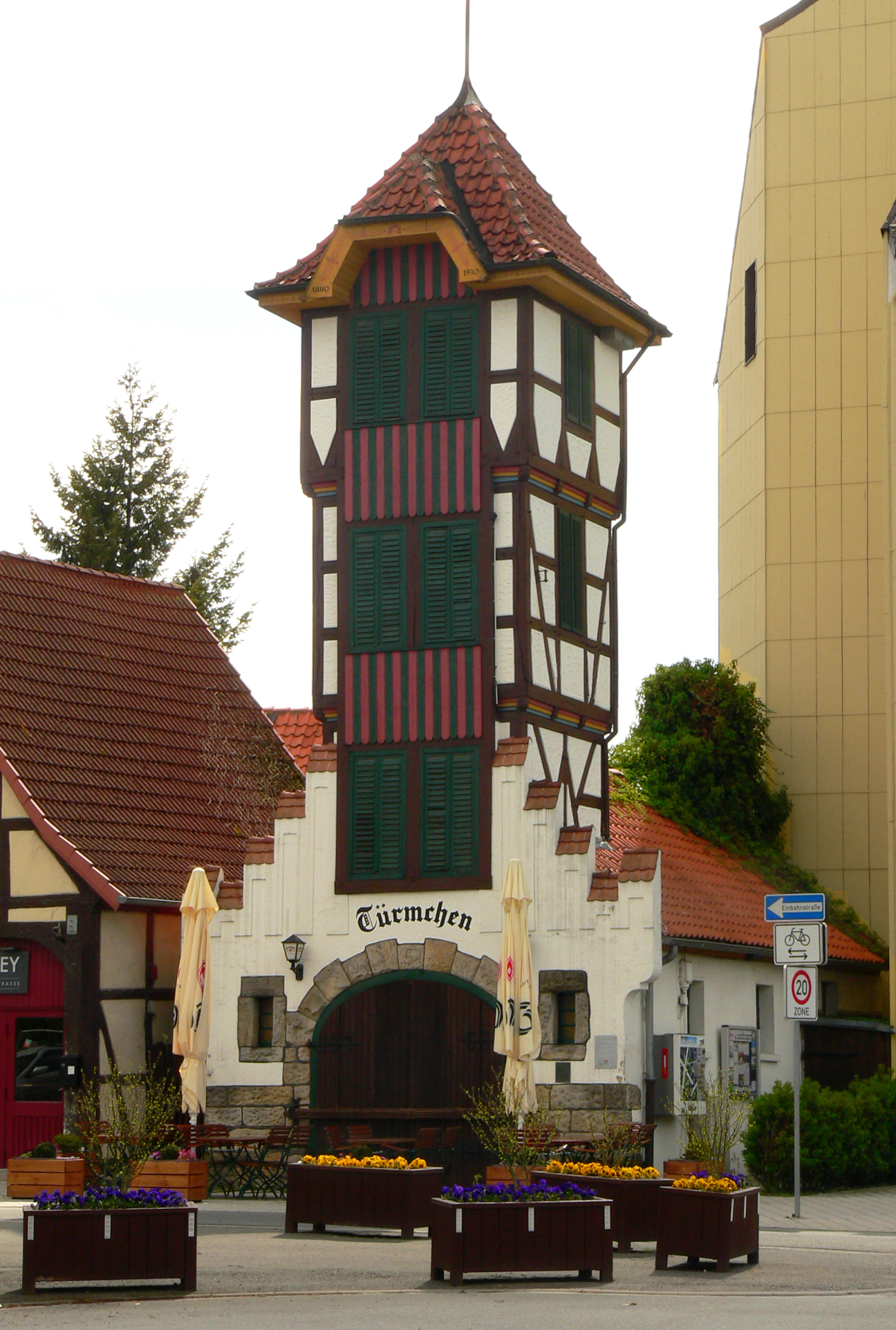
Die Gaststätte Türmchen

Das Türmchen ist ein Baudenkmal in der Stadt Gehrden in der Region Hannover in Niedersachsen. Das ehemalige Spritzenhaus dient seit 1976 als Gaststätte.

## Geschichte
In der damaligen Gemeinde Gehrden wurde 1909 die bisherige Pflichtfeuerwehr durch die neu gegründete Freiwillige Feuerwehr Gehrden ersetzt. Die Ausrüstung mit zwei Feuerspritzen, Schläuchen, Leitern, Feuerhaken und Löscheimern wurde übernommen. Das zur Unterbringung der Geräte dienende Gebäude am Steinweg an der Ecke zum Steintor wurde 1910 durch Anbau eines Schlauch- und Steigerturms zu einem Spritzenhaus ausgebaut.
Statt der bisherigen Ausrüstung mit Feuerspritzen erhielt die Gehrdener Feuerwehr 1959 ihr erstes Löschfahrzeug. Dieses passte nur knapp in das Spritzenhaus. Die Feuerwehr erhielt deshalb 1962 jenseits des Steintores ein modernes Feuerwehrhaus an der Nordstraße, das im Jahr 2009 seinerseits durch einen geräumigeren Neubau am Ortsrand ersetzt wurde.
Das alte Spritzenhaus wurde nicht gleich abgerissen, da sein der Stadt gehörendes Grundstück zu klein für einen Neubau erschien.

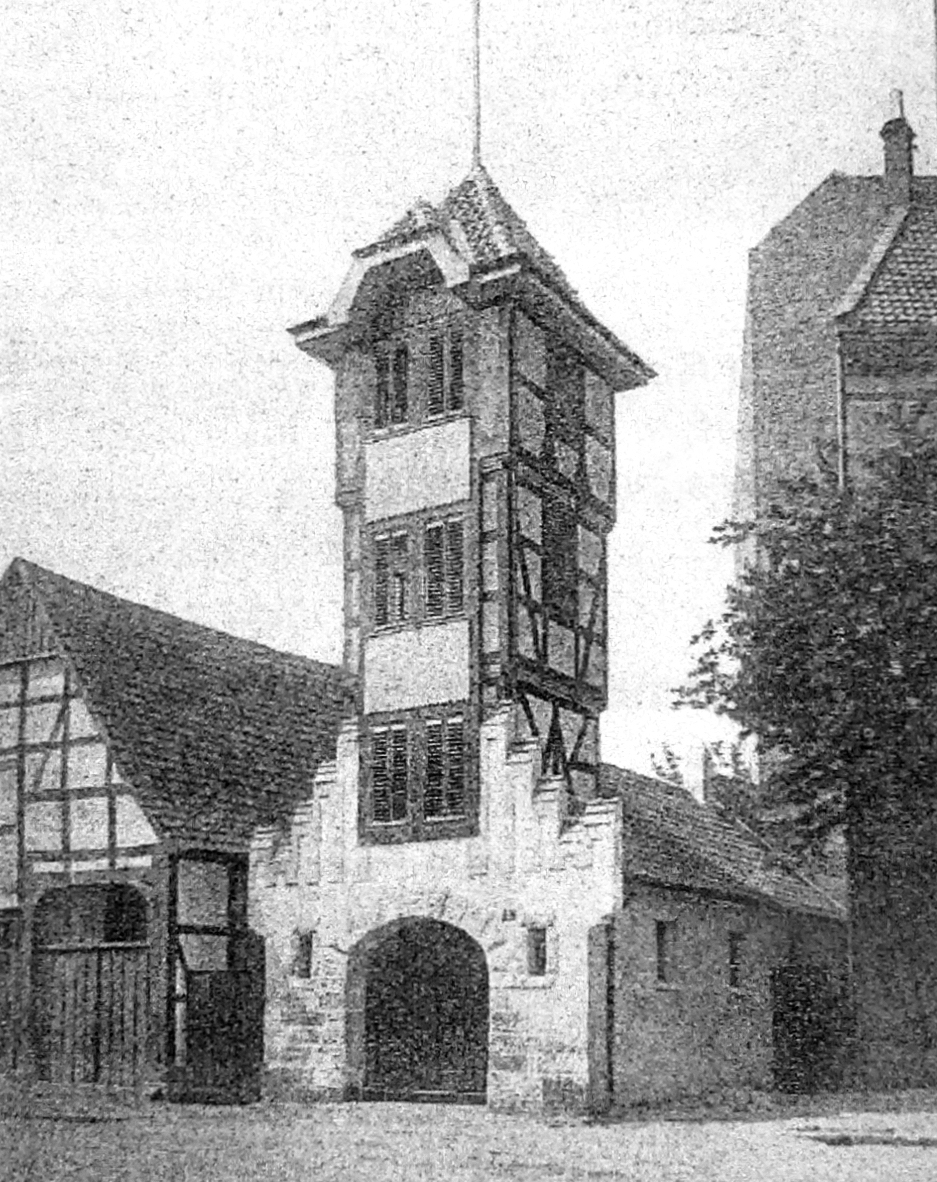
Foto um 1912
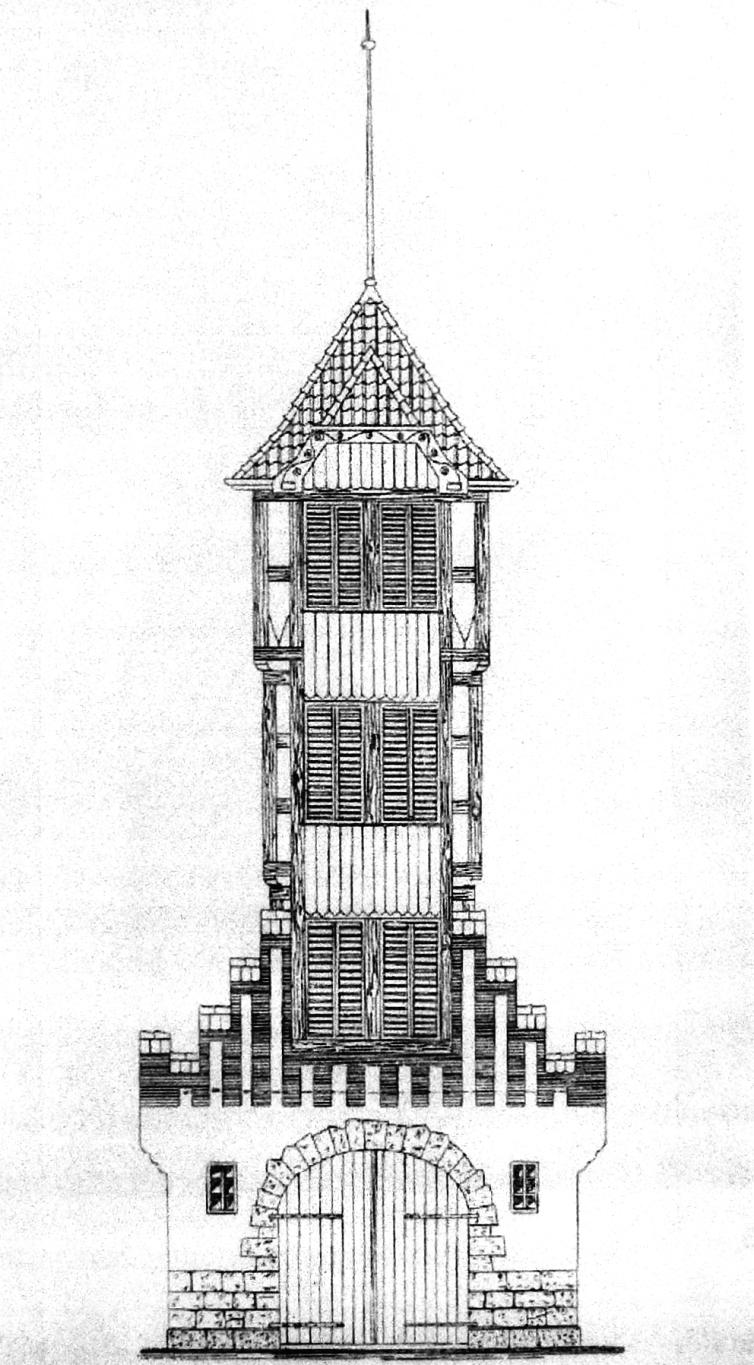
Bauzeichnung der Gebäudefront
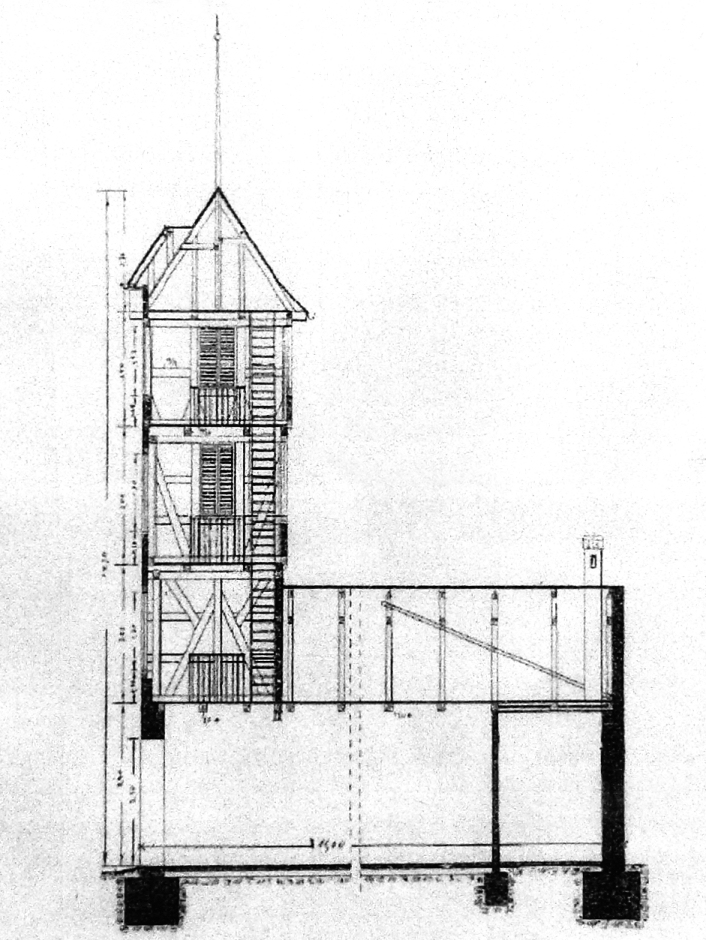
Bauzeichnung der Gebäudeseite
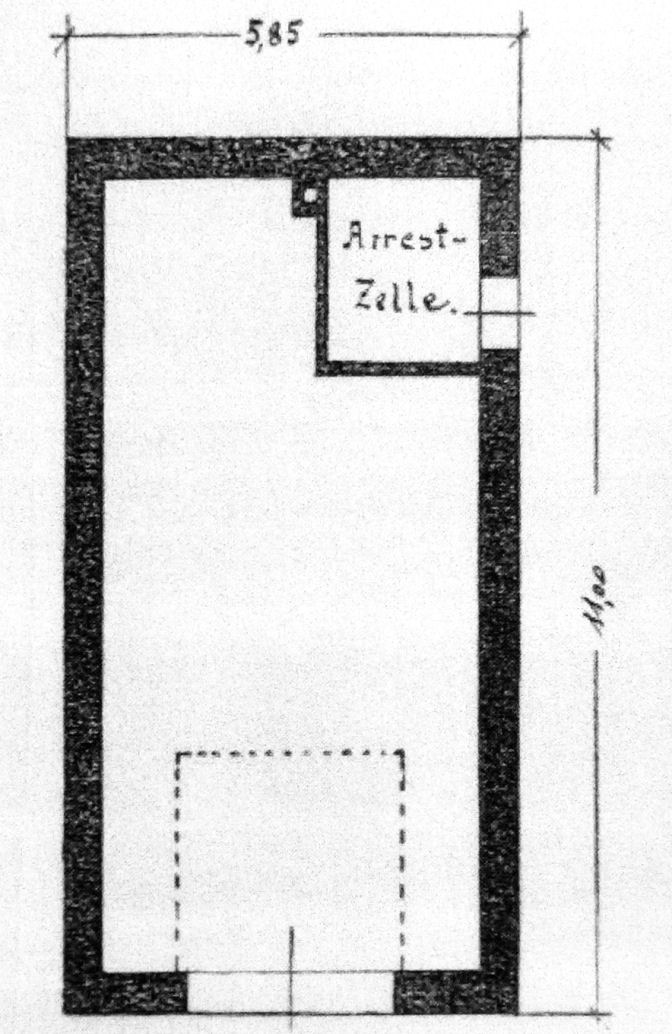
Grundrisszeichnung des Spritzenhauses mit Arrestzelle

## Gaststätte

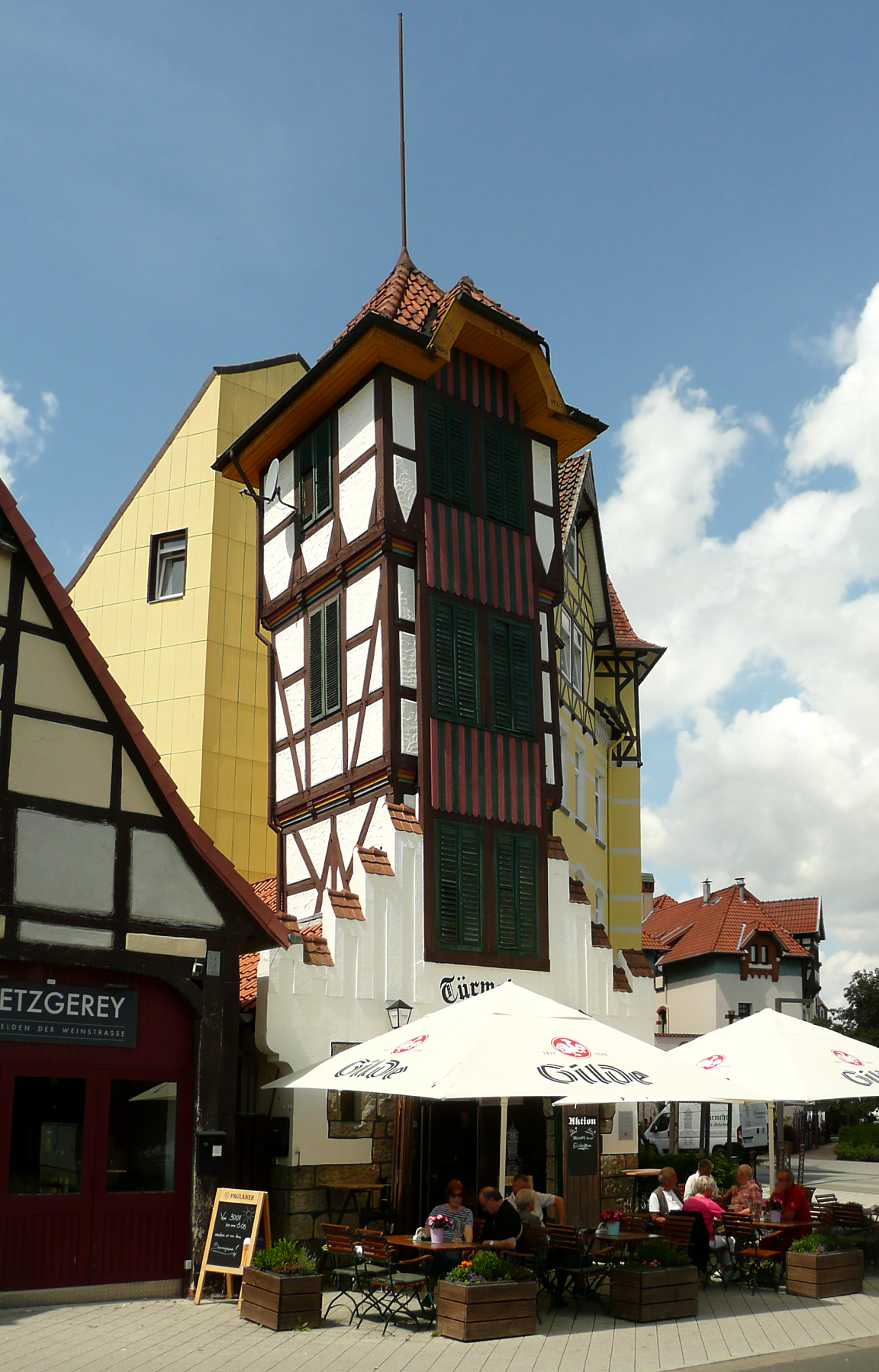
Der Turm des Türmchens in der Seitenansicht

Der Gehrdener Geschäftsmann Walter Meyer hatte schließlich die Idee, im Spritzenhaus eine Kneipe unterzubringen. Die Renovierungs- und Umbauarbeiten dauerten etwa zehn Monate. Der Sockel und der Sandsteinbogen im Innenraum wurden gesandstrahlt und versiegelt. Die Farbgestaltung der Mauern orientierte sich an analysierten Farbresten.
Der 1910 errichtete viergeschossige Fachwerkturm und die Fassade in Burgenstil des Historismus an der Straßenfront machten das denkmalgeschützte Gebäude zum Blickfang am nördlichen Eingang zur Innenstadt. Ein Teilabschnitt des Steinwegs, der einstigen Hauptdurchgangsstraße Gehrdens war inzwischen zur Fußgängerzone geworden. Das Türmchen liegt am verkehrsberuhigten Rest.
Der Innenraum des Spritzenhauses hatte 48 m² Fläche gehabt. Nach dem Einbau von sanitären Einrichtungen, Küche und Kühlraum verblieben für die Gaststube 25 m². Auf dieser Fläche gab es 32 Sitzplätze und etwa doppelt so viele Stehplätze vor der Theke. Das Türmchen eröffnete am 4. April 1976. Die durch die Enge bedingte Atmosphäre und für ihre Zeit innovative Werbeaktionen sorgten für Publikumszuspruch.